# یوسف‌آباد (کوهدشت)
یوسف‌آباد (کوهدشت)، روستایی از توابع مرکزی شهرستان کوهدشت در استان لرستان ایران است.
این روستا در 10 کیلومتری جاده اولادقباد وجود دارد. 
روستای یوسف آباد در سال 1389 تاسیس شده . شغل مردم روستا دامداری و کشاورزی است.

## جمعیت
این روستا در بخش شمالی کوهدشت قرار دارد و جمعیت آن بر اساس سرشماری سال 1390 ،  50 
نفر است.